# Arkegracht

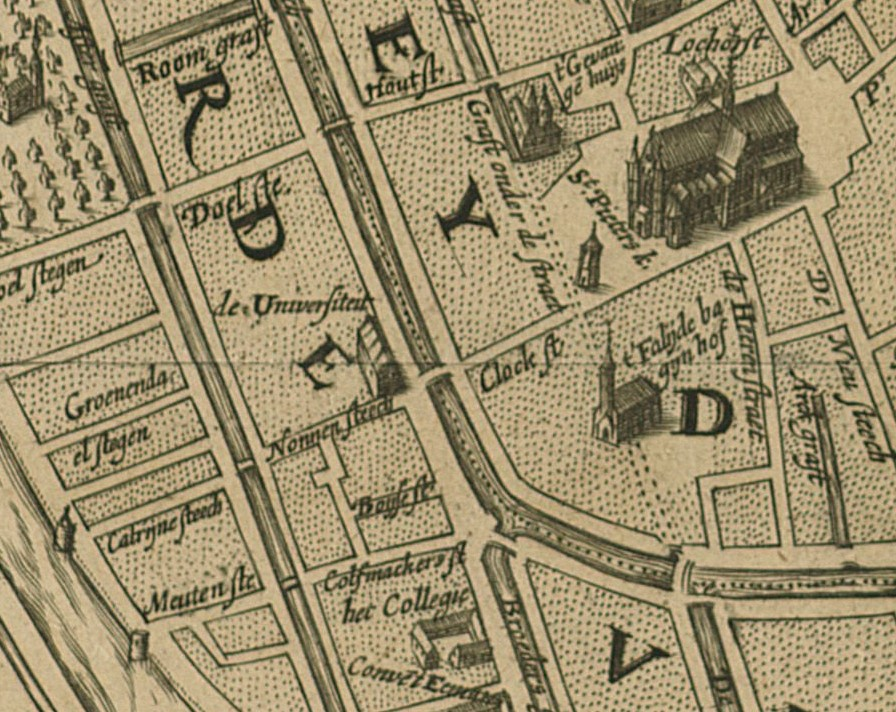
Uitsnede uit een kaart van Leiden door Jan Pietersz. Dou uit 1614, waarop het laatste stuk van de gracht rechts nog net te zien is

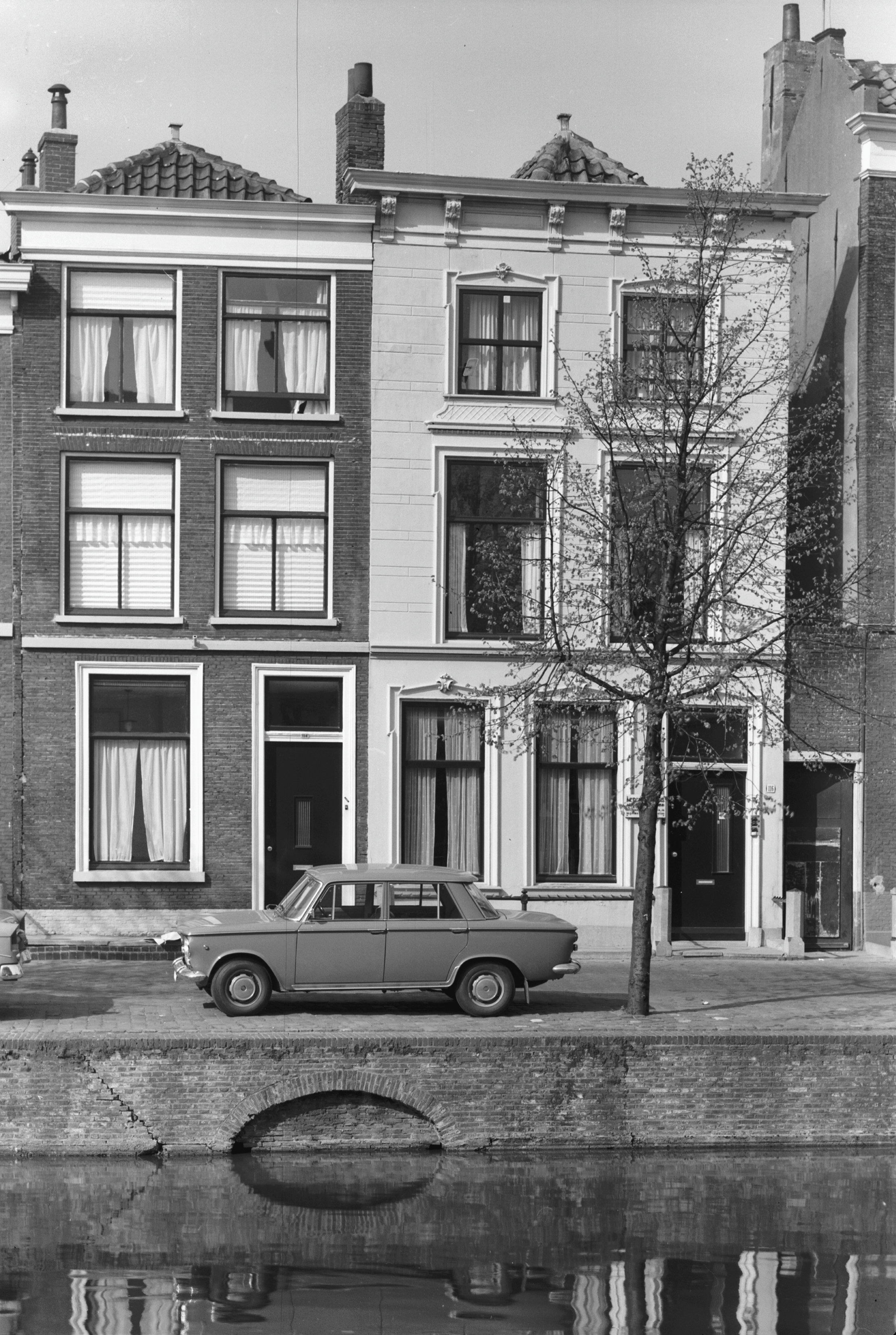
Dichtgemetselde uitstroomopening van de Arkegracht, ter hoogte van Rapenburg 114

De Arkegracht, Arkgracht of Commandeursgracht,
 is een voormalige gracht in de Nederlandse stad Leiden. De gracht liep van het Rapenburg naar de Nieuwe Rijn.

## Loop
De Arkegracht begon aan het Rapenburg, waar ter hoogte van nummer 114 de voormalige uitstroomopening nog in de walkant te zien is. Van daar liep de gracht noordwaarts, parallel aan de Herensteeg, om iets ten zuiden van de Salomonsteeg naar rechts te buigen. Na een kort stukje langs de Nieuwsteeg te hebben gelopen, boog de gracht opnieuw naar rechts af. Vanaf daar liep de gracht in een vrijwel rechte lijn naar de Nieuwe Rijn, om er iets ten zuiden van de Koornbrug in uit te komen. Halverwege dit deel kruiste de Arkegracht de Langebrug, toen nog Vollersgracht geheten. Op de hoeken stond de Arkegracht in verbinding met andere grachten, zoals de Pieterskerkgracht en de Bagijnedwarsgracht, die naar de Donkeregracht voerde.

## Geschiedenis
Waarschijnlijk bestond de Arkegracht, als kavelsloot, al voordat de stad Leiden ontstond. Mogelijk heeft een watermolen, die De Ark werd genoemd, deel uitgemaakt van de sloot. Tussen 1533 en 1604 droeg de aan de Arkegracht gelegen stadstimmerwerf die naam en vervulde de gracht een rol bij de aanvoer van materialen.

### Demping
Het gedeelte van de Nieuwsteeg naar de Nieuwe Rijn werd tegen het eind van de veertiende eeuw gedempt. Aan het eind van de zestiende eeuw werden aan de Nieuwsteeg de panden op nummers 17 en 19 boven op de Arkegracht gebouwd. Het resterende deel werd in 1670 overkluisd, uit ongerustheid over de hygiëne na de malaria-epidemie van 1669. Dat deel heeft dienstgedaan als riool tot aan 1890, toen de gracht goeddeels werd gedempt en een stadsriool werd aangelegd. Begin mei 1973 zakte een bouwmachine ter hoogte van Rapenburg 114 door het wegdek, vanwege de eronder nog aanwezige overkluizing. Het was anno 2013 niet bekend of andere delen van de overkluizing onder het maaiveld nog aanwezig moesten zijn.